# Greenfield (New Hampshire)
Pour les articles homonymes, voir Greenfield.
Greenfield est une municipalité américaine située dans le comté de Hillsborough au New Hampshire. Selon le recensement de 2010, sa population est de 1 749 habitants.

## Géographie
La municipalité s'étend sur 26,6 milles carrés (68,89 km2), dont 0,56 milles carrés (1,45 km2) d'étendues d'eau.
Greenfield est séparée de Lyndeborough par les collines de Monadnock. La Crotched Mountain (en) (« montagne fourchue ») est située sur le territoire municipal et accueille une station de ski. Greenfield abrite également un parc d'État.

## Histoire
La localité est fondée en 1753 sous le nom de Lyndeborough Addition par la famille Lynde. Greenfield devient une municipalité indépendante de Lyndeborough en 1791. Son nom est choisi en références à sa situation dans un vallon fertile (« greenfield » signifie « champvert »).